# Nedo Nadi
Nedo Nadi, född 9 juni 1894 i Livorno, död 29 januari 1940 i Portofino, var en italiensk fäktare.
Nadi blev olympisk guldmedaljör i sabel, värja och florett vid sommarspelen 1920 i Antwerpen.